# منزل منخفض الطاقة

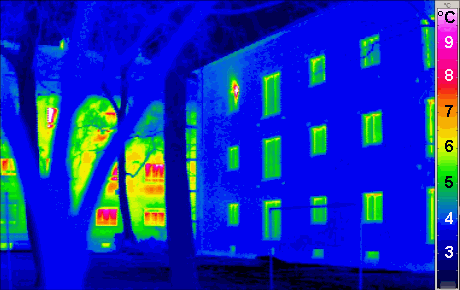

المنزل منخفض الطاقة هو منزل يتميز بتصميم موفر للطاقة وميزات تقنية تمكنه من تأمين مستويات معيشة وراحة عالية مع استهلاك منخفض للطاقة. لا تتواجد فيه أنظمة التدفئة التقليدية وأنظمة التبريد النشطة، أو تتواجد لكن يكون استخدامها ثانوي. يمكن اعتبار المباني منخفضة الطاقة أمثلة على العمارة المستدامة. غالبًا ما تشمل المنازل منخفضة الطاقة تصاميم ومكونات تعمل على الطاقة الشمسية سلبية ونشطة، ما يقلل من استهلاك الطاقة في المنزل ويؤثر في الحد الأدنى على نمط حياة السكان. في جميع أنحاء العالم، تقدم الشركات والمنظمات اللاربحية إرشادات ومشاريع لضمان أداء الطاقة في الأبنية وعملياتها ومواد بنائها. تشمل المشاريع المنازل السلبية، الأبنية منخفضة الطاقة-إيفينرجي (فرنسا)، والمنازل صفرية الكربون (المملكة المتحدة)، ومينرجي (سويسرا).

## خلفية
خلال سبعينيات القرن العشرين، اتُخذت مبادرات تجريبية لإنشاء مباني منخفضة الطاقة في الدنمارك والولايات المتحدة والسويد وكندا وألمانيا. قدم معهد باسيفهاوس الألماني أول منزل سلبي في عام 1990. وتطورت مفاهيم موحدة لبناء منازل منخفضة الطاقة بشكل مختلف في كل بلد.

### الولايات المتحدة الأمريكية
ازداد الاهتمام بالمباني منخفضة الطاقة في الولايات المتحدة، ويرجع ذلك في المقام الأول إلى ارتفاع أسعار الطاقة، وانخفاض تكاليف أنظمة الطاقة المتجددة الفعلية، وزيادة القلق بشأن ظاهرة التغير المناخي. تهدف كاليفورنيا لأن تكون جميع المباني السكنية الجديدة فيها صفرية الطاقة بحلول عام 2020.

### ألمانيا
بدأت عمليات الحفاظ على الطاقة في ألمانيا وزادت أهميتها في السبعينيات بسبب أزمة الطاقة الأولى والوعي البيئي المتنامي. في عام 1977، سُن أول معيار للبناء يهدف للحفاظ على الطاقة. طُرحت متطلبات التدفئة السنوية كمعايير هامة بموجب المرسوم الألماني الثالث للعزل الحراري (1995). لكن في عام 2013، لم يتواجد شرط قانوني واضح لمعايير الأبنية منخفضة الطاقة في ألمانيا. وفقًا لماريا باناغيوتيدو وروبرت جيه فولر، يجب أن تكون التعاريف والسياسات والأنشطة المعمارية للمباني صفرية الطاقة واضحة. يتطلب توجيه الاتحاد الأوروبي لكفاءة الطاقة أنه ابتداءً من عام 2021، يجب إنشاء أبنية منخفضة الطاقة فقط.

## المعايير الوطنية
قد يشير مصطلح «المنازل منخفضة الطاقة» إلى معايير البناء الوطنية. تسعى هذه المعايير في بعض الأحيان إلى الحد من الطاقة المستخدمة في أجهزة التدفئة، والتي تعد أكبر مستهلك للطاقة في العديد من المناطق المناخية. يمكن أيضًا تنظيم الاستخدامات الأخرى للطاقة. يوفر تاريخ تصميم مباني الطاقة الشمسية السلبية رؤية عالمية لأحد أشكال معايير الأبنية منخفضة الطاقة وتطويرها.

### أوروبا
تطورت معايير الأبنية منخفضة الطاقة في أوروبا بشكل مختلف في كل بلد، ولا توجد توثيقات أو تشريعات مشتركة للأبنية منخفضة الطاقة سارية في جميع الدول الأعضاء في الاتحاد الأوروبي. بهدف التوجه نحو الحد من استهلاك الطاقة وتقليل الانبعاثات، نُشر قانون عام يتعلق بكفاءة استهلاك الطاقة في المباني، وهو توجيه كفاءة الأبنية في استهلاك الطاقة في عام 2002 وأصبح ساريًا في يناير عام 2003.

### أمريكا الشمالية
أوضح توجيه الاتحاد الأوروبي معايير المنازل منخفضة الطاقة في أوروبا، وجزء كبير من المناقشات حول أبنية الطاقة الصفرية في أمريكا الشمالية المستمدة من المختبر الوطني الأمريكي للطاقة المتجددة.
يقدم برنامج نجمة الطاقة أهم معيار للمنازل منخفضة الطاقة والمنتجات الاستهلاكية في الولايات المتحدة. على الرغم من أن منازل نجمة الطاقة المعتمدة تستخدم طاقة أقل بنسبة 15% على الأقل من المنازل الجديدة القياسية التي تُنشأ وفقًا لقانون الإسكان الدولي، لكنها عادةً توفر نحو %20-30 من الطاقة. قدمت وزارة الطاقة الأمريكية برنامجًا في عام 2008 لنشر المنازل صفرية الطاقة عبر البلاد.

### الأنواع
يمتد تعريف المنازل منخفضة الطاقة على نطاق واسع، لكنها تُعرف عمومًا بالمنازل التي يقل فيها استهلاك الطاقة مقارنةً بالمباني الشائعة التي تُنشأ على أساس قانون البناء الوطني. يستخدم مصطلح »منزل منخفض الطاقة« في بعض البلدان ليدل على نوع معين من المباني، ويشمل المصطلح العام «المباني ذات الطلب المنخفض على التدفئة» أنواعًا مثل:
- المنزل الفائق
- المنزل السلبي
- المنزل صفري الطاقة

### المنازل الفائقة
تتميز المنازل الفائقة بنفس خصائص المنازل منخفضة الطاقة، ولكنها ترتكز على مواد البناء والمكونات ذات الصفات الحرارية الأفضل (مثل قيم أقل لمعامل انتقال الحرارة الكلية).

## الفرق بين المنزل منخفض الطاقة والمنزل السلبي
المنزل منخفض الطاقة هو دليل توجيهي نادراً ما يتحدد بقيم فعلية (الحد الأدنى للحمل الحراري أو أجهزة التدفأة). المنزل السلبي هو معيار يحوي توجيهات محددة لتوفير الطاقة الحرارية.

## العقبات والفرص
يعتمد التصميم الموفر للطاقة غالبًا على الأساليب والتقنيات الجديدة. وهذا قد يخلق عقبات تقنية بالإضافة إلى عقبات اجتماعية وثقافية واقتصادية غير تقنية. على الرغم من هذه العقبات، تتوفر الفرص لأصحاب المهن المهرة والمختصين لإيجاد حلول منخفضة التكلفة تسمح بإنشاء أبنية منخفضة الطاقة.
لا تحقق الأبنية المصممة لتحقيق كفاءة في استهلاك الطاقة دائمًا معايير التصميم؛ تؤدي أسباب مختلفة إلى هذه الفجوة في الأداء. 

## التكنولوجيا
يعتبر تصميم المباني منخفضة الطاقة مهمًا لتشجيع كفاءة استخدام الموارد والحد من التغير المناخي العالمي المرتبط بحرق الوقود الأحفوري. يتضمن التصميم استراتيجيتين عامتين: تقليل الحاجة إلى استخدام الطاقة في المباني (خاصة للتدفئة والتبريد) من خلال تدابير موفرة للطاقة واعتماد الطاقة المتجددة وغيرها من التقنيات (تقنيات الطاقة المتجددة) لتلبية احتياجات الطاقة المتبقية. تشمل التدابير الموفرة للطاقة غلاف الأبنية، والظروف الداخلية، وأنظمة خدمات البناء؛ تشمل تقنيات الطاقة المتجددة الألواح الضوئية أو الألواح الضوئية المدمجة في البناء وعنفات الرياح والطاقة الشمسية الحرارية (سخانات المياه التي تعمل بالطاقة الشمسية)، ومضخات الحرارة، وتدفئة وتبريد المناطق. تشمل الآثار تكاليف دورة الحياة والآثار البيئية والتغير المناخي وقضايا السياسات الاجتماعية. توفر أفضل تصاميم الأبنية منخفضة الطاقة للسكان بيئة أفضل وارتياح حراري مستقر ومضبوط بالإضافة إلى تكاليف طاقة منخفضة.

## الإضاءة والأجهزة الكهربائية
لتقليل إجمالي استهلاك الطاقة الأولية، تعتبر أنظمة الإضاءة النهارية السلبية والنشطة أولى الحلول المستخدمة. أما في أيام الإضاءة المنخفضة وفي المساحات التي لا يصلها ضوء النهار وأثناء الليل، يمكن استخدام تصاميم إضاءة مستدامة مع مصادر منخفضة الطاقة (مثل المصابيح الفلورية المدمجة ذات الجهد القياسي وإضاءة الحالة الصلبة باستخدام الصمامات الثنائية الباعثة للضوء، والصمامات الثنائية العضوية الباعثة للضوء والبوليميرات الثنائية الباعثة للضوء، والمصابيح المتوهجة ذات الجهد المنخفض ومصابيح الهاليدات المعدنية المدمجة ومصابيح الهالوجين والزينون).
تتوفر أجهزة الحماية الخارجية وأنظمة إضاءة المساحات الخضراء التي تعمل بالطاقة الشمسية للحدائق والنشاطات الخارجية، وتتضمن وجود خلايا شمسية في كل التجهيزات أو تكون موصولة بلوح ضوئي جهدي مركزي. يمكن استخدام أنظمة الجهد المنخفض لتأمين إضاءة مضبوطة، باستخدام كمية أقل من الكهرباء مقارنةً بالتجهيزات والمصابيح التقليدية. تعمل الحساسات في المؤقتات وأجهزة كشف الحركة وأنظمة الإضاءة النهارية على الحد من استهلاك الطاقة والتلوث الضوئي.